# Masiacasaure
El masiacasaure (Masiakasaurus) és un gènere de petit dinosaure teròpode que va viure al Cretaci superior en el que actualment és Madagascar. Fou anomenat l'any 2001. A diferència d'altres teròpodes, les dents frontals del masiacasaure es projectaven cap endavant en comptes d'estar rectes. Aquesta dentició única suggereix que el masiacasaure tenia una dieta especialitzada, potser incloïa peix i altres petites preses. Altres ossos de l'esquelet indiquen que el masiacasaure era bípede, amb unes potes anteriors molt més curtes que les posteriors. S'ha estimat que un masiacasaure adult feia uns 2 metres de longitud.
El masiacasaure va viure fa uns 70 milions d'anys, conjuntament amb animals com el majungasaure, rapetosaure i Rahonavis. El masiacasaure estava estretament emparentat amb els noasaures, petits dinosaures predadors trobats a Sud-amèrica.